# Niconico
Niconico (яп. ニコニコ Никонико), до 2012 года Nico Nico Douga (яп. ニコニコ動画 Нико Нико До:га) — японский видеохостинг. Основан в 2006 году. Одна из особенностей дизайна — всплывающие комментарии прямо в окне проигрываемого видео. Также пользователи могут маркировать видеофайл тегами, классифицируя его содержимое. Регистрация не является обязательной для просмотра и поиска видеороликов.

## История

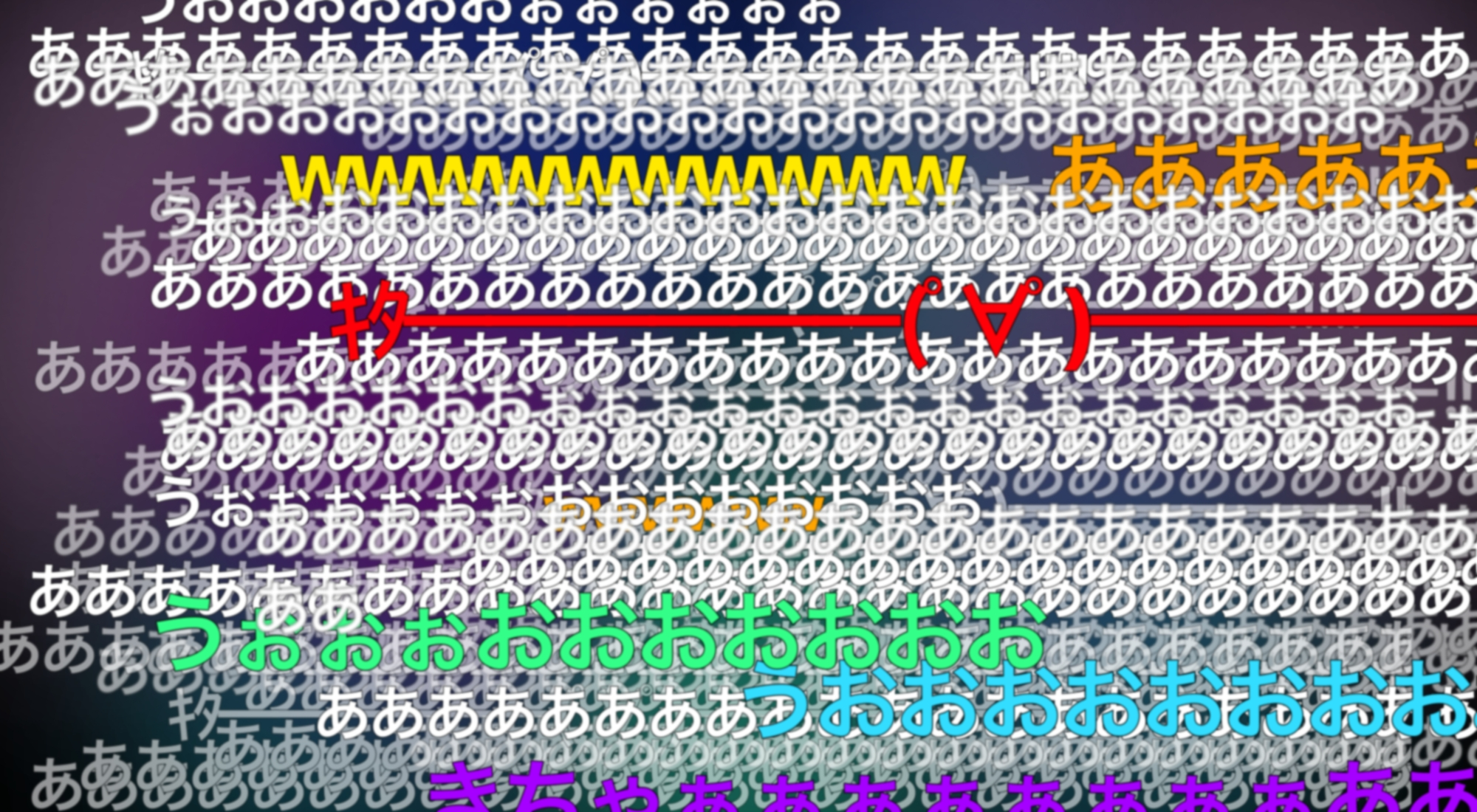
Пример системы комментариев на Niconico, также несёт название «Danmaku».

Изначально веб-сайт Niconico использовал YouTube в качестве источника видео. Когда ресурс разросся, серверная инфраструктура YouTube стала испытывать перенапряжение из-за увеличения трафика и пропускной способности. В результате, Niconico прекратил функционировать, но две недели спустя сайт возобновил работу с локальным видеосервером.
Основной контент на видеохостинге обычно состоит из развлекательных видеороликов, аниме, прохождений различного рода игр и клипов с участием персонажей VOCALOID.
Всего за год с небольшим после открытия, он стал пятым веб-сайтом в Японии по числу проводимого на нём времени. К маю 2008 года посетители проводили на нём в сумме 12 миллионов часов в месяц. По состоянию на 2 февраля 2015 года является в Японии 8-м по посещаемости сайтом.
27 апреля 2012 года сайт провёл ребрендинг и был переименован в Niconico. Вместе с ребрендингом вышло и обновление сайта, улучшающее разрешение видео на сайте наряду с другими улучшениями и исправлениями.
По состоянию на 31 марта 2013 года сайт обслуживает 32,55 миллиона зарегистрированных пользователей (на 19 миллионов больше, чем в сентябре 2009 года) 17,2 % из них моложе 20 лет, 41,7 % в возрасте от 20 до 29 лет, 22,4 % в возрасте от 30 до 39 лет, 12,1 % — от 40 до 49 лет, 3,5 % — от 50 до 59 лет. Посещаемость — 116,23 миллиона просмотренных страниц в день.
Веб-сайт доступен только на японском языке. В 2011 году планировалось создать английскую версию сайта, однако на западе видеохостинг не обрел высокой популярности. В 2023 году было заявлено об удалении английского и китайского интерфейсов.
С 2019 года Niconico внесен Роскомнадзором в реестр запрещенных сайтов и доступ к нему с российских IP-адресов стал невозможен.
С июня 2024 года по 5 августа сервис был временно недоступен из-за массивной кибератаки на сервера видеохостинга.